# Mirth Connect
Mirth Connect es un motor multiplataforma para HL7 que permite el envío bidireccional de mensajes HL7 entre sistemas y aplicaciones sobre múltiples formas disponibles, bajo la licencia Mozilla Licencia Pública (MPL) 1.1. El 9 de septiembre de 2013 Mirth Corporation anunció que pasaron a ser parte de Quality Systems.

## Como funciona
Mirth Connect utiliza una arquitectura basada en canales para conectar sistemas HIT y permitir que los mensajes sean filtrados, transformados, y ruteados sobre la base de reglas definidas por los usuarios. Los canales consisten en conectores (ambos de entrada y salida), filtros y transformadores. Filtros múltiples y una cadena de transformadores pueden ser asociadas a un canal.
Los Endpoints se usan para configurar conexiones y detalles del protocolo. Se usan Conectores de Origen para designar el tipo de listener a utilizar en los mensajes entrantes, como TCP/IP o un servicio web. Los Conectores de Destino se usan para designar el destino de los mensajes de salida, como un servidor de aplicación, una cola JMS o una base de datos. Todos los mensajes y transacciones son opcionalmente logeadas en una base de datos interna. Mirth Connect puede ser también configurada para autogenerar un reconocimiento de respuestas HL7 (ACK).

## Tipo de mensajes soportados
Mirth Connect soporta estos tipos mensajes que ingresan por los conectores de entradas:
- Texto Delimitado
- DICOM
- EDI/X12
- HL7 v2.X
- HL7 v3.X
- JSON
- NCPDP
- Raw
- XML

## Conectores
Mirth Connect soporta mensaje médicos tanto de salida como de entrada en una variedad de protocolos: 
- TCP/MLLP
- Base de datos (MySQL, PostgreSQL, Oracle, SQL Server de Microsoft, ODBC)
- File (sistema de archivo local y de red)
- Documentos PDF y RTF
- JMS
- FTP/SFTP
- HTTP
- SMTP
- SOAP (usando HTTP)

Tiene una arquitectura abierta que permite la fácil adición de interfaces personalizadas o legadas.

## Tipos de transformaciones
- Transformador de mapping: mapeo de datos desde mensajes de entrada a variables.
- Transformador de Script: ejecuta algún script personalizado sobre un mensaje (por ejemplo JavaScript, Python o Tcl).
- Generador de mensajes HL7: construye mensajes HL7 desde una fuente de datos.
- Transformador XSLT: ejecuta transformaciones XSL en mensajes HL7 entrantes o en mensajes XML.

## Adoptantes
La Certification Commission for Healthcare Information Technology (CCHIT), con la idea de asegurar estándares de interoperabilidad entre registros de salud electrónica, ha adoptado Laika, un software de código abierto. En la Conferencia anual de HIMMS de 2009, Mirth fue seleccionado como una de las herramientas de test para pruebas de interoperabilidad.